# Ambar Diaz
Ámbar Díaz, född 6 juni 1982 i Caracas i Venezuela, är en venezuelansk skådespelare.

## Filmografi (i urval)
- 1998 - Hoy Te Vi
- 1999 - Mujer secreta
- 2000 - Hay amores que matan
- 2001 - La Soberana
- 2002 - Trapos intimos
- 2003 - La Cuaima
- 2004 - Negra Consentida